# Васильевка (сельское поселение Канаш)
Васильевка (чув. Васильевка) — посёлок в Шенталинском районе Самарской области в составе сельского поселения Канаш.

## География
Находится на расстоянии примерно 6 километров по прямой на северо-запад от районного центра станции Шентала.

## История
Основан в начале XX века.

## Население
Постоянное население составляло 56 человек (чуваши 86 %) в 2002 году, 32 в 2010 году.